# R. H. Robertson

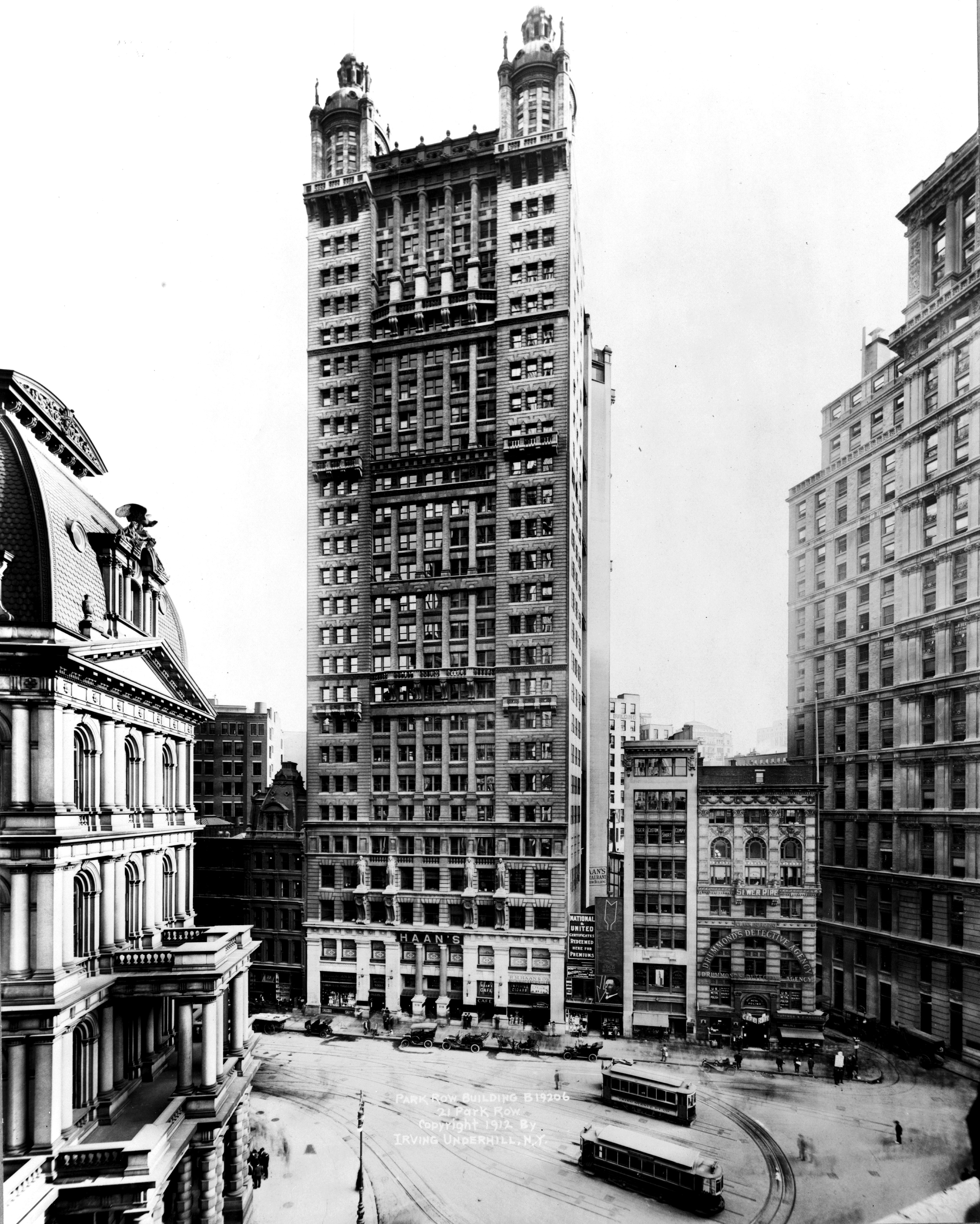
El edificio Park Row en Nueva York, diseñado por Robertson (terminado en 1899)

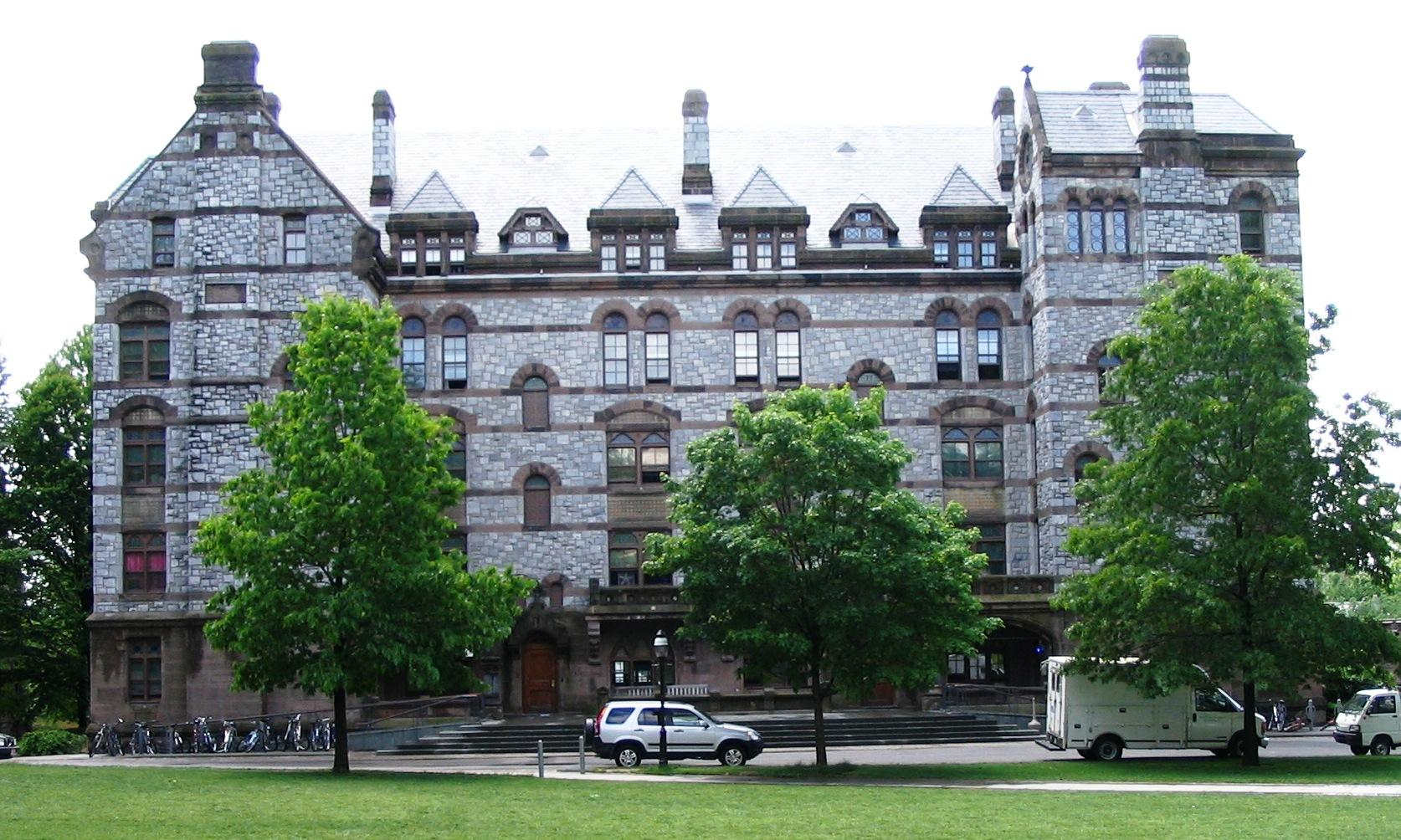
Witherspoon Hall de la Universidad de Princeton (Potter & Robertson, construido entre 1875 y 1877)

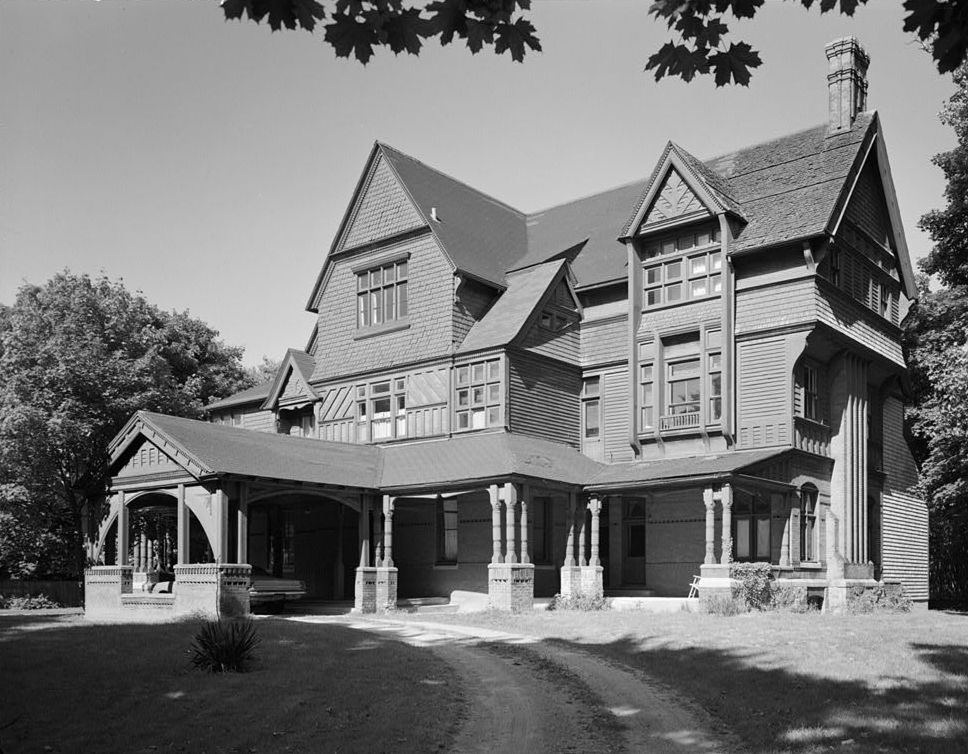
La casa de Charles H. Baldwin en Newport, Rhode Island (Potter & Robertson, construida entre 1877 y 1878)

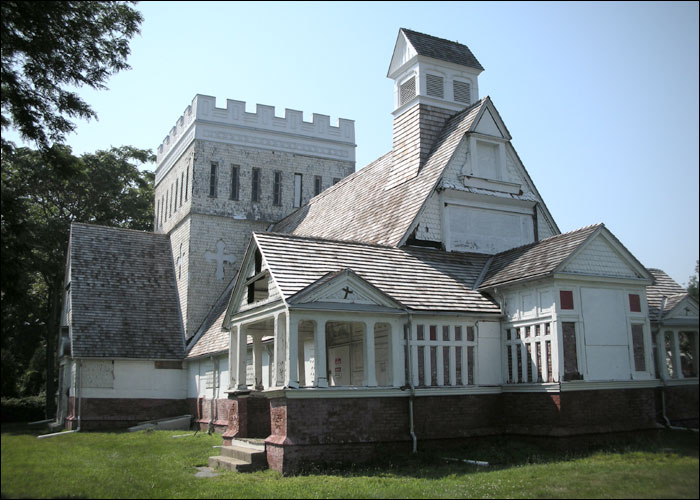
La Iglesia de los Presidentes en Elberon, Nueva Jersey (Potter & Robertson, terminada en 1879)

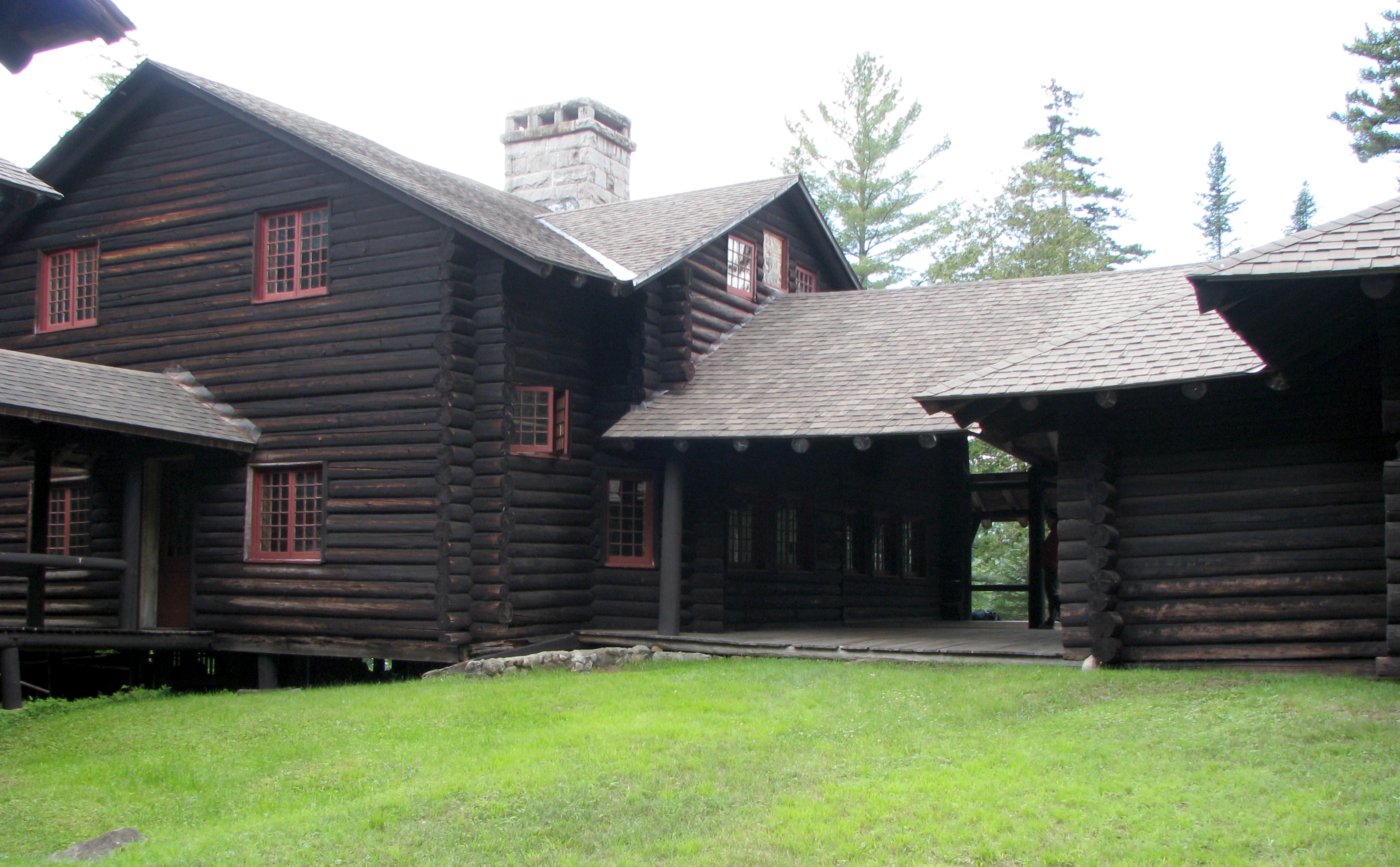
Alojamiento principal de Camp Santanoni, para Robert C. Pruyn (construido entre 1892 y 1893)

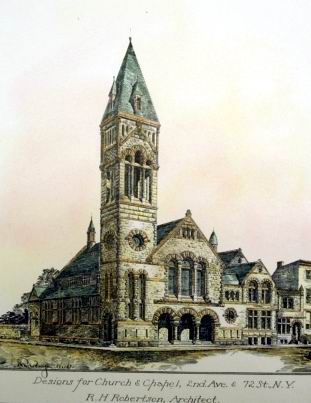
Diseños de Robertson de 1886 para una iglesia en el Upper East Side de Manhattan. La iglesia principal nunca se construyó, pero la capilla, como Iglesia Presbiteriana de Knox, ahora es la Iglesia Católica Romana de San Juan Mártir (Manhattan).

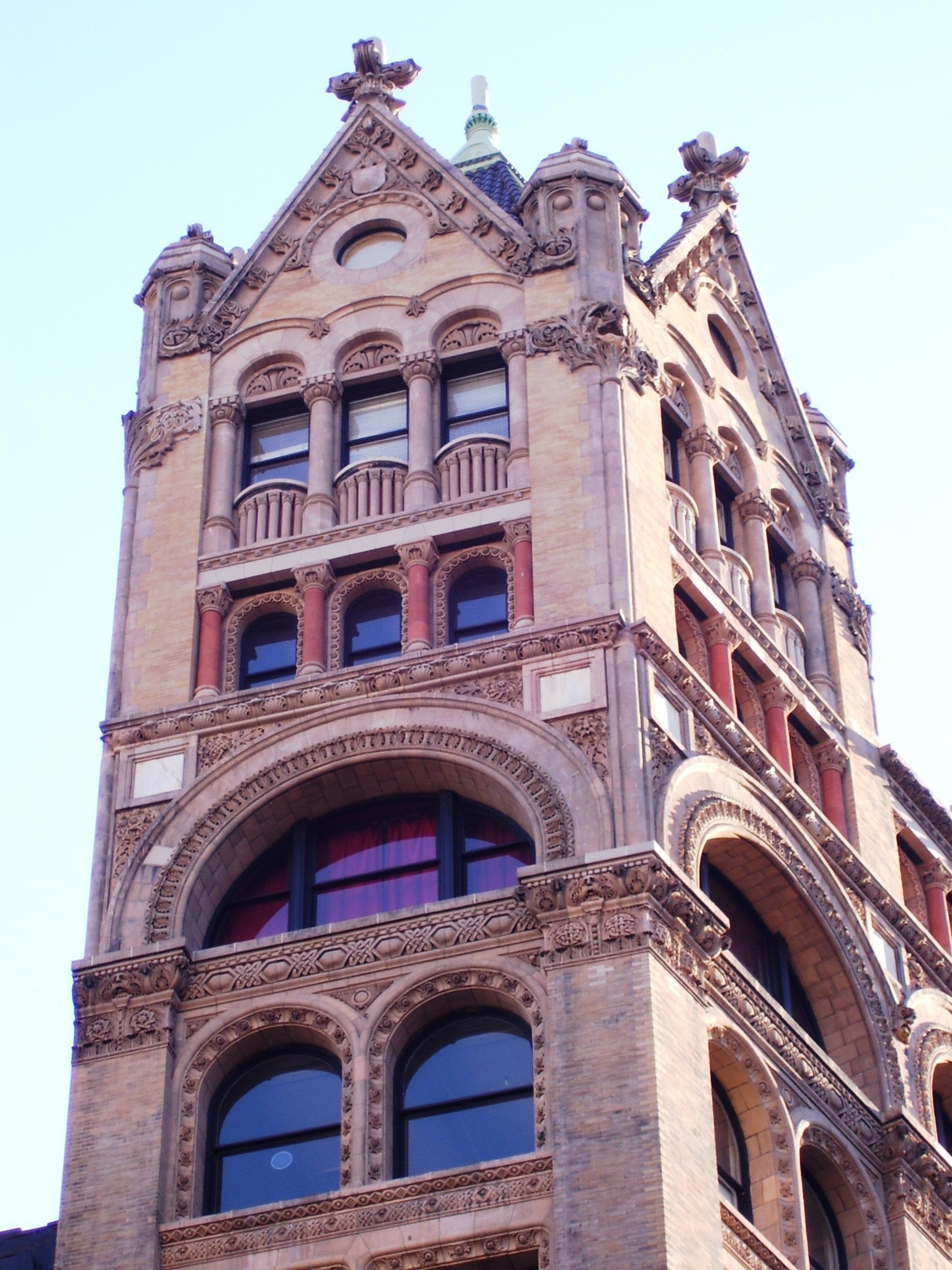
El "ecléctico" edificio MacIntyre en 874 Broadway (construido entre 1890 y 1892) contiene elementos bizantinos, románicos y góticos

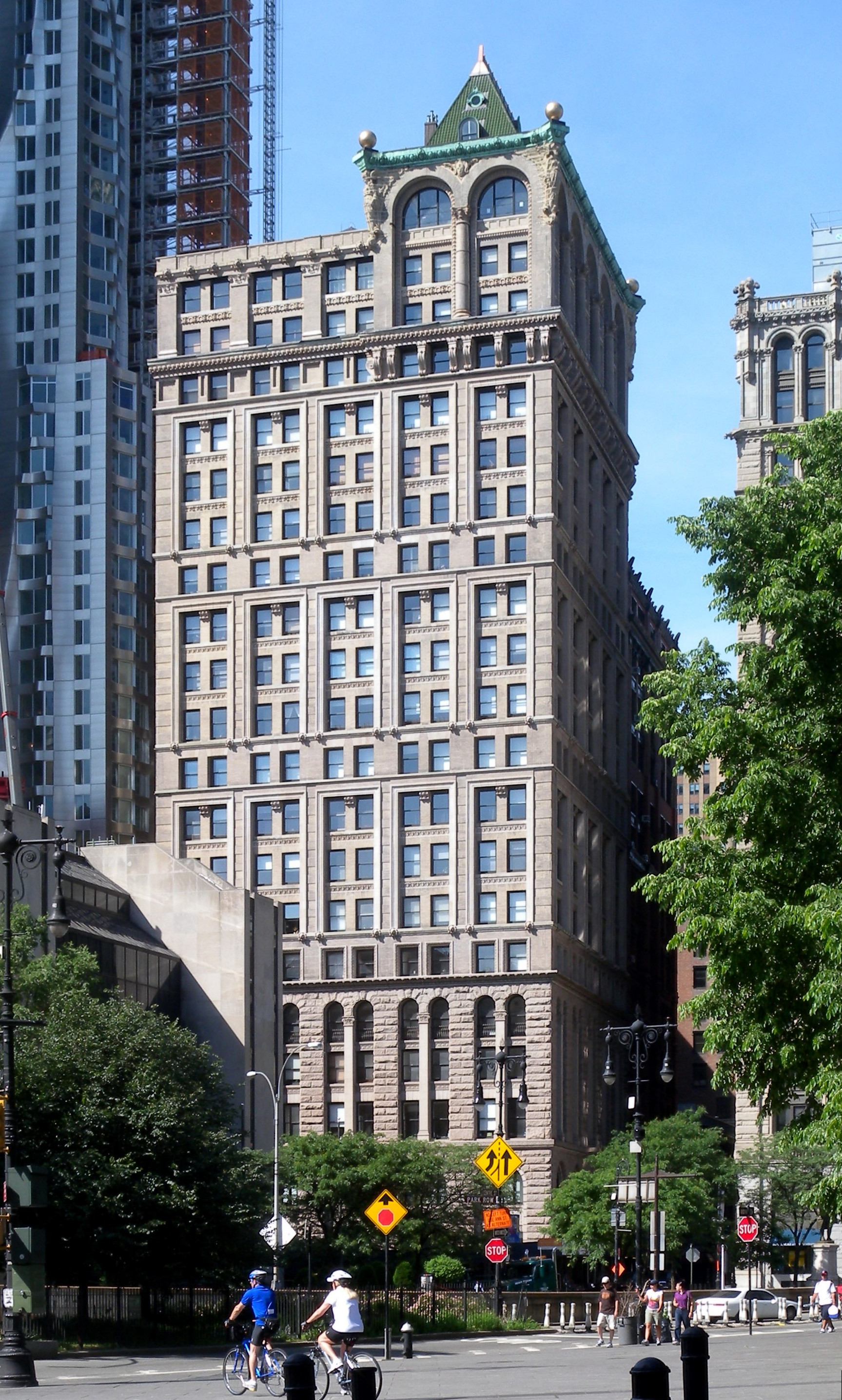
Edificio de la American Tract Society en 150 Nassau Street (construido entre 1894 y 1895)

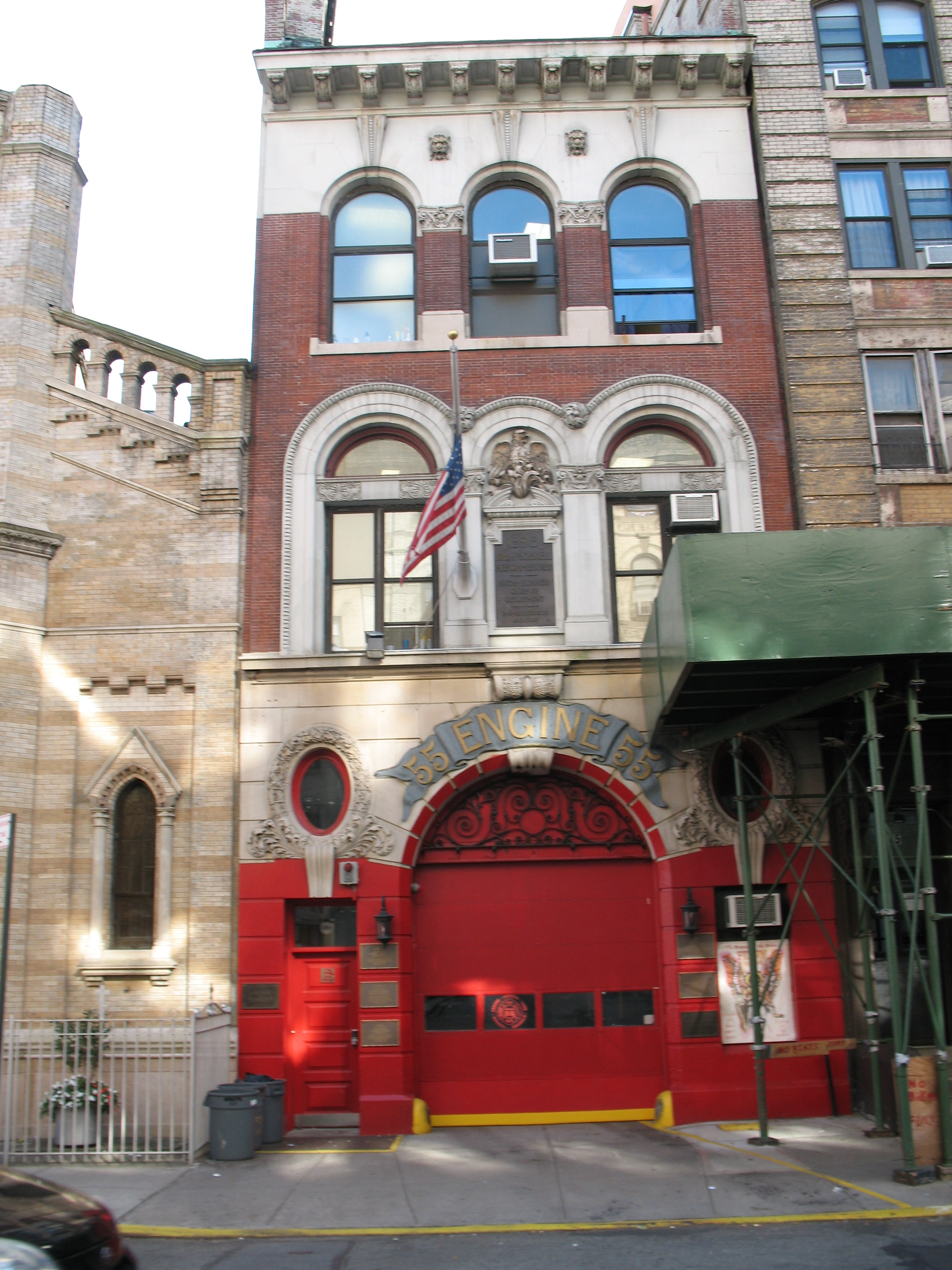
Estación de bomberos Engine Company 55 en 363 Broome Street (terminada en 1895)

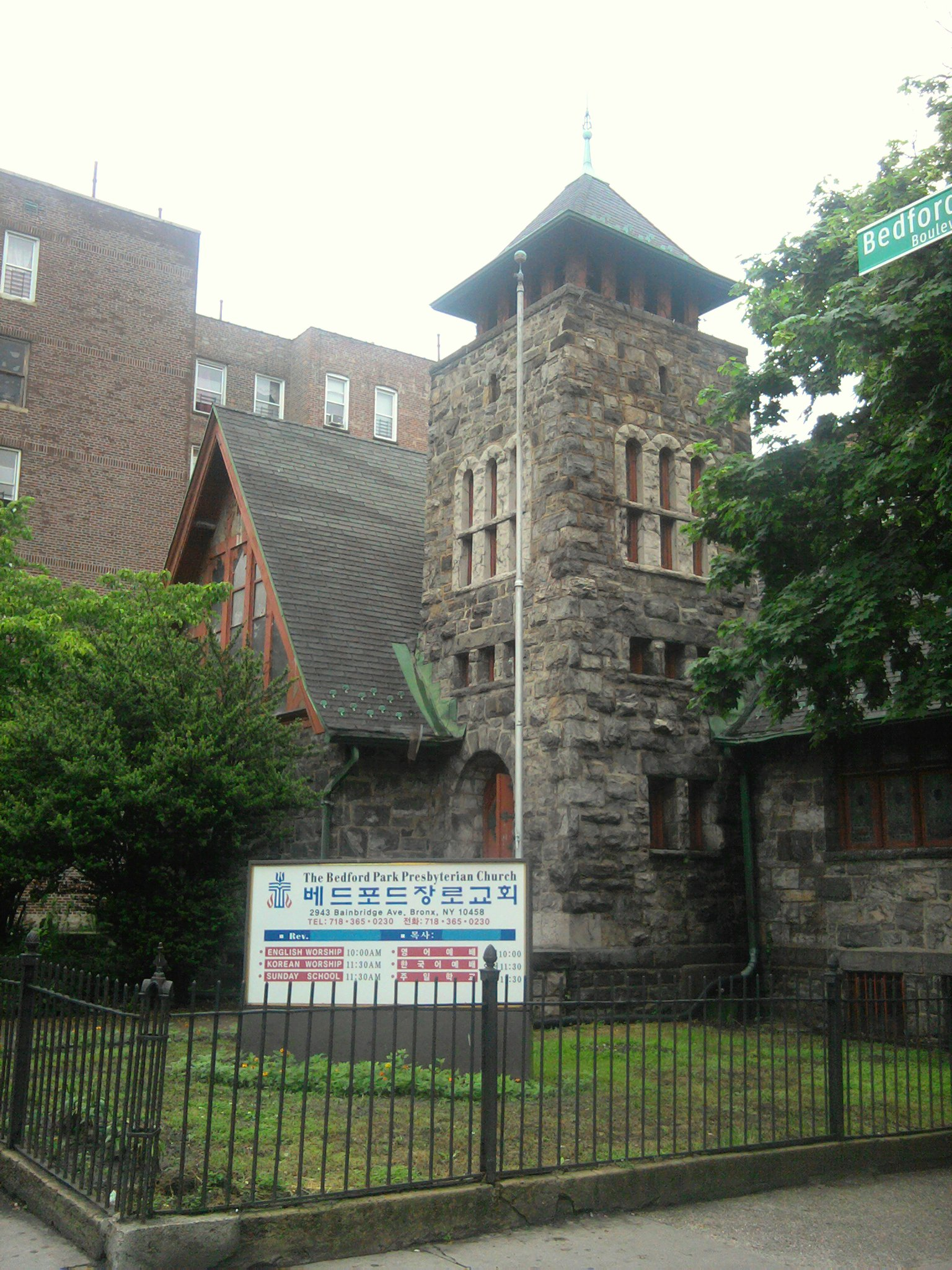
Iglesia Presbiteriana de Bedford Park

Robert Henderson Robertson (Filadelfia, 29 de abril de 1849-Nehasane, 3 de junio de 1919) fue un arquitecto estadounidense que diseñó numerosas casas, edificios institucionales y comerciales e iglesias.

## Biografía

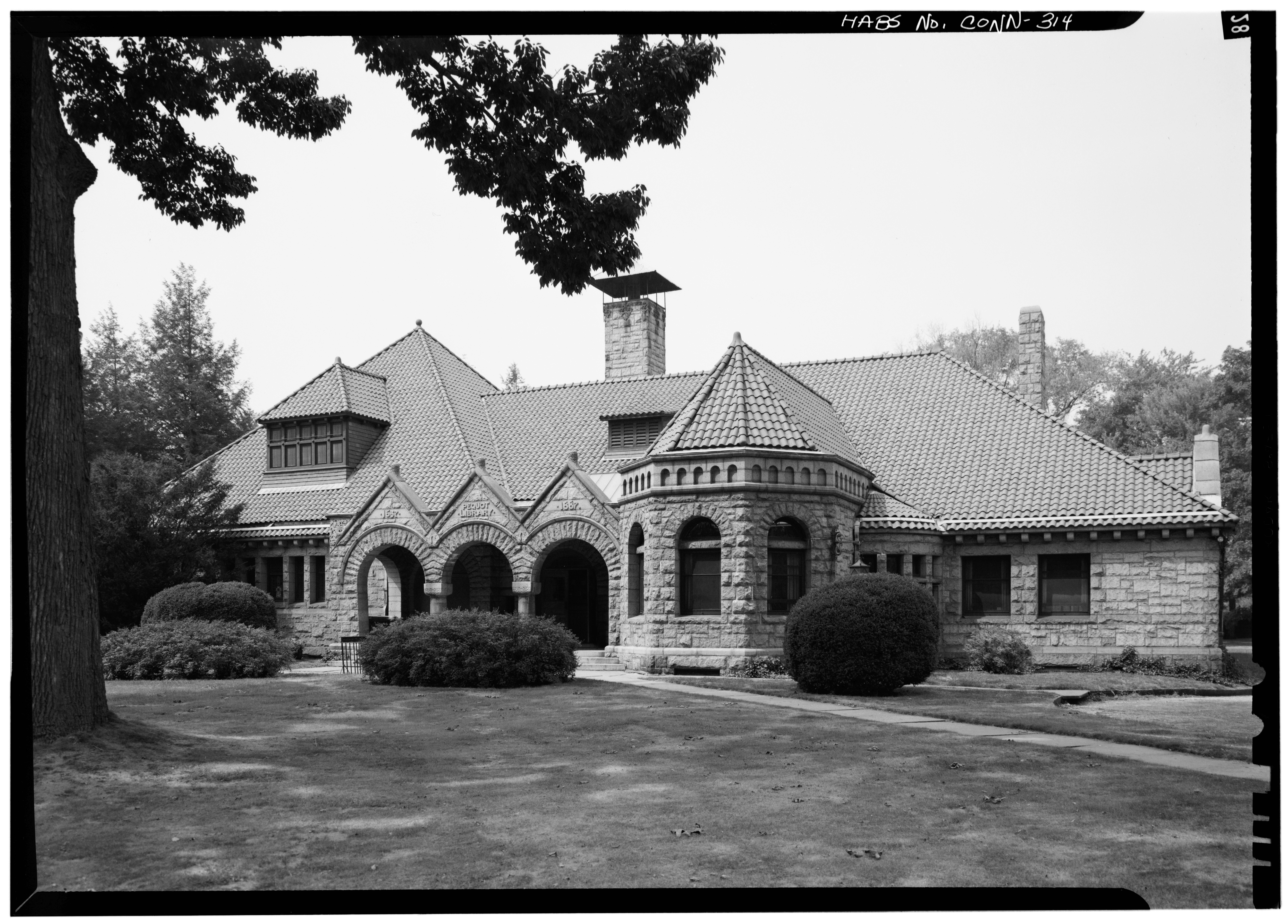
Asociación de Bibliotecas Pequot (1894)

Robertson nació en Filadelfia, hijo de inmigrantes escoceses, Archibald Robertson y Elizabeth Henderson. Fue educado en Escocia y luego se graduó en el Rutgers College en 1869. Fue aprendiz durante varios años en Filadelfia con Henry A. Sims, luego se mudó a Nueva York para trabajar, primero para George B. Post, luego en 1873-74 para Edward Tuckerman Potter. Habiendo completado una de las primeras casas en Estados Unidos en manifestar el " estilo Reina Ana ", una cabaña para Theodore Timson en Sea Bright, Nueva Jersey (1875),  formó una sociedad con el medio hermano de Potter, William Appleton Potter. que también había entrenado con Post. Su asociación duró de 1875 a 1881, tiempo durante el cual trabajaron principalmente en un estilo neogótico libre, con Robertson como socio menor responsable de los encargos residenciales de la empresa. En la década de 1880, trabajando por su cuenta, cayó bajo la influencia del " románico richardsoniano " de HH Richardson, un estilo de renacimiento de manejo libre que dependía para su efecto de una fuerte masa y el uso audaz de la oxidación. En 1894, terminó la construcción de la Asociación de Bibliotecas Pequot de Southport. Fundada por las influyentes familias Marquand y Monroe, la Biblioteca Pequot es una institución de colecciones especiales. En la década de 1890, a raíz de la "Ciudad Blanca" de la Exposición Mundial Colombina de Chicago, comenzó a trabajar en un estilo clásico.
Se casó con Charlotte Markoe y tuvieron un hijo.
Robertson murió el 3 de junio de 1919 en el albergue Adirondack de William S. Webb en Nehasane, condado de Hamilton, Nueva York, que él había diseñado. Está enterrado en Southampton, Nueva York.